# 前茶果嶺高嶺土礦場

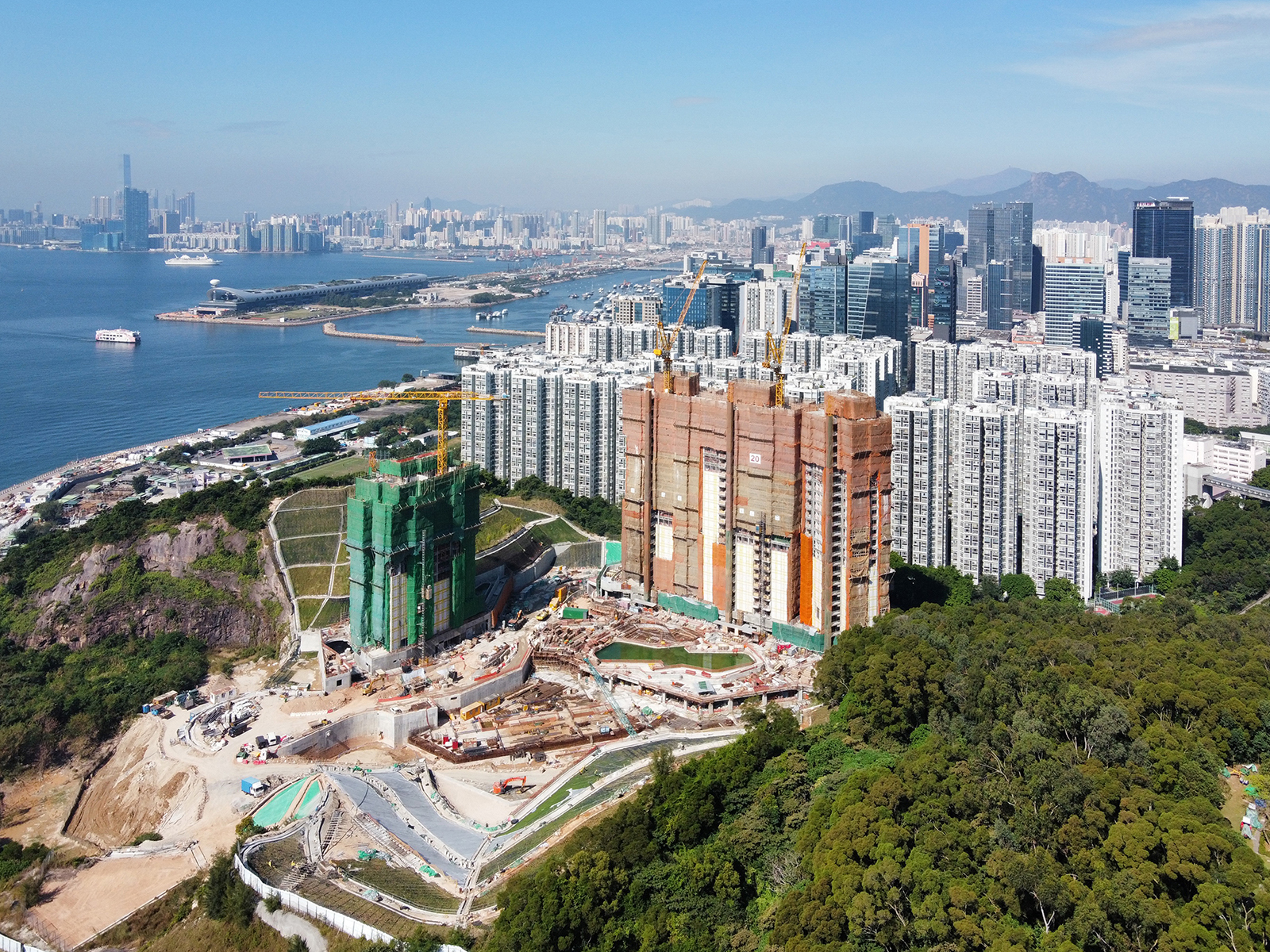
前茶果嶺高嶺土礦場現正興建私人住宅KOKO HILLS（2020年）

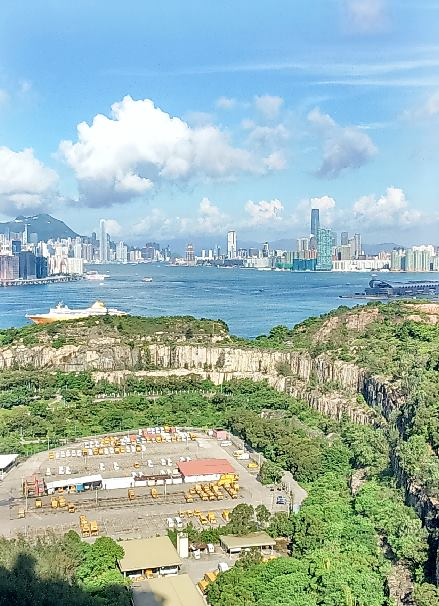
前茶果嶺高嶺土礦場（2014年）

前茶果嶺高嶺土礦場位於香港九龍觀塘區茶果嶺，為前高嶺土礦場。

## 高嶺土礦場

### 開採歷史

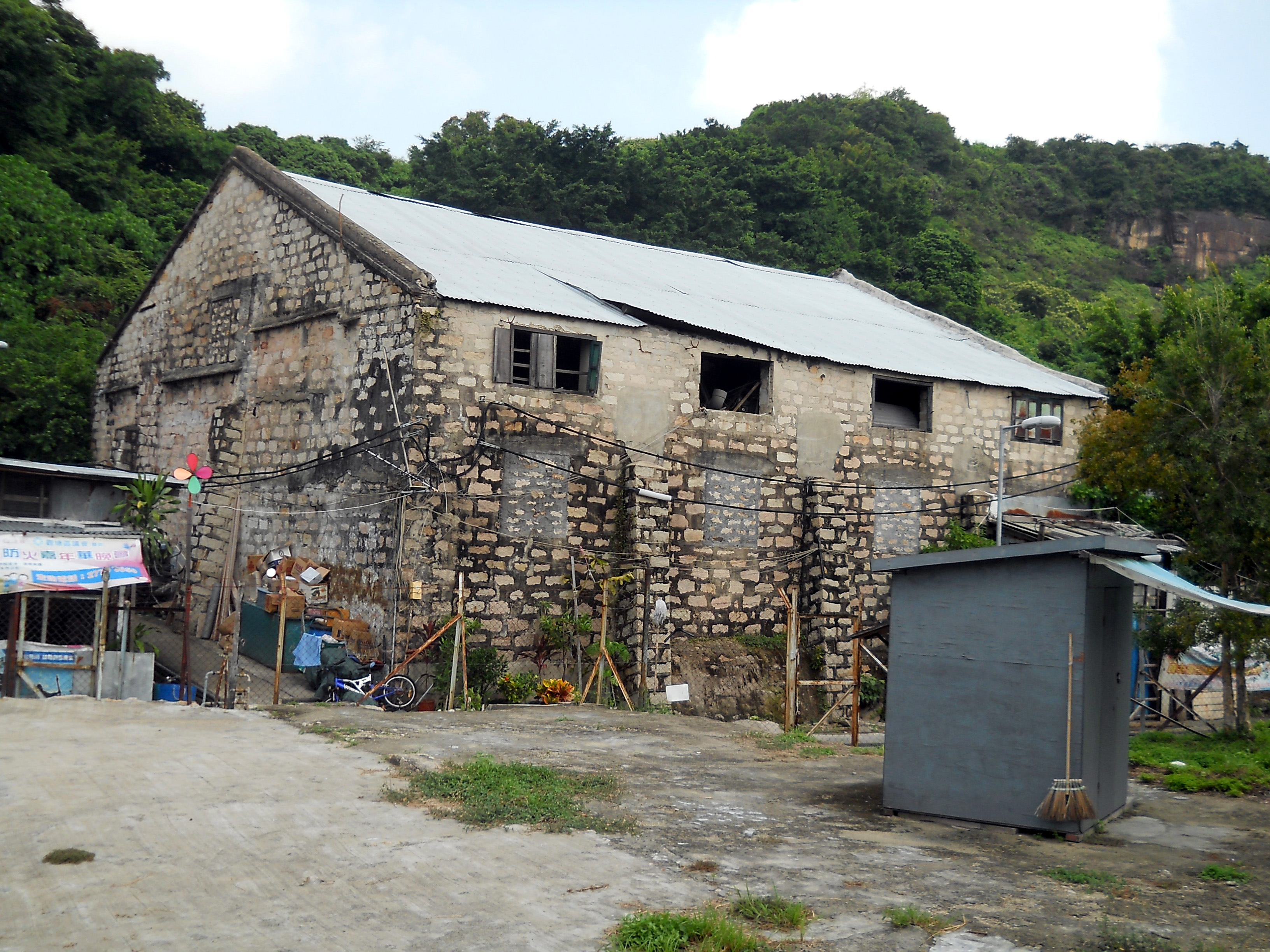
香港磁泥有限公司之磁泥廠舊址位於茶果嶺村，現為環保回收場

早於1903年至1983年，茶果嶺已有高嶺土開採。香港磁泥有限公司（Hong Kong Clays and Kaolin Company）於1933年成立經營，礦山佔地19英畝，由 McBains 擁有該公司。1956年一份報告中的描述，香港磁泥有限公司岀產用於本地製造陶瓷，並且向日本的出口，用於製造高級瓷器，餐具和高壓絕緣子。此外，也用於耐火磚。根據1977年《礦物年鑑》，該公司當年還從其茶果嶺礦生產了3378噸長石。礦場範圍於1957-1960年間大幅擴張 。

### 社區影響
香港磁泥有限公司岀產主席 Edward McBains 不僅開採高嶺土，也積極參與社區事務。1959年，他當選茶果嶺街坊福利會主席，是唯一在香港類似團體中擔任這職位的非華人。據1955年的人口統計，茶果嶺居民6,500人中，從事高嶺土業佔2,000人。

### 生產狀况
香港磁泥有限公司後來賣給怡和洋行，然後賣給 Wu Won-hoi，再轉賣予高銘勳（Ko Ming-fan）。高氏除經營茶果嶺高嶺土礦外，也經營牛頭角的平山石礦場（Flat Hill Quarry）。高氏將平山礦場的部份卡車和設備轉移到茶果嶺的高嶺土礦，使茶果嶺高嶺土礦生產更加工業化。由於意大利里拉貶值，來自意大利等國家的競爭異常激烈。該高嶺土礦在1980年代的大部分時間裡都是無利可圖的，累計虧損1,320萬美元。茶果嶺高嶺土礦的採礦租約在1980年到期，租約續簽至1990年結束採礦
。
礦埸屬露天開採，工人挖掘走覆土，下面就是所需的高嶺土礦石。礦石經沖洗後，高嶺土溶解水中，呈膠質狀態 。膠狀液經一連串篩隔工序流入細槽，最後沉積在沉殿池，工人按粗幼將高嶺土分類，放在層架上風乾。然後將層架上的大塊黏土取下，壓成碎塊後移往空地，攤放太陽下曬乾。

### 環境變化
- 結束採礦後礦場荒廢，有時會成為電視拍攝外景地點[10]。
- 茶果嶺高嶺土礦的採礦平台面積約4公頃，現時作為臨時工地；連同茶果嶺村後的山坡，佔地面積達18公頃。現時被規劃署納進《前茶果嶺高嶺土礦場發展規劃檢討》中，預計於2018年至2019年開始提供土地作為發展用途，當中包括4塊住宅用地，提供2,200個單位供6,000人居住。
- 茶果嶺高嶺土礦場截至2016年仍保有一座弧形磚砌古墳。墳高三層，如此形狀的古墳建築在香港獨無僅有。沿石級登上墳頂，可見一座舊式墳墓，墓碑字體模糊，隱約辨認出「福德公之墓」五個字[11]。該墳早於1957年前已存在，曾被高嶺土礦區包圍但仍得以保存 [12]。

## 發展計劃

### 《茶果嶺、油塘、鯉魚門分區計劃大綱圖》
1998年，前茶果嶺高嶺土礦場被納進《茶果嶺、油塘、鯉魚門分區計劃大綱圖》內研究，面積為10.5公頃的「住宅（甲類）4」用地，住宅樓面上限達657萬平方呎，發展規模達萬伙，容納人口近2萬人。後來因為房屋需求及基礎建設的發展改變，不希望影響到茶果嶺村的情況，加上將軍澳－藍田隧道的發展及交通配套等各種客觀因素，令到整體發展規劃被逼縮減，而且延後。

### 《前茶果嶺高嶺土礦場發展規劃檢討》
為了加快房屋土地供應及修改分區計劃大綱圖，加上將軍澳－藍田隧道即將落成，規劃署於2011年7月對前茶果嶺高嶺土礦場進行規劃研究，檢討前茶果嶺高嶺土礦場未來的土地用途及擬備總綱發展圖。
2013年1月，規劃署最新建議將前茶果嶺高嶺土礦場當中的3.21公頃更改為4塊私人住宅及資助房屋用地，作為中密度住宅發展，以3.8倍至4.5倍地積比率發展，興建15幢樓高16層至22層高的私人住宅樓宇，提供2,200個單位，供予6,000人居住，並且興建一間最高8層、設有30間課室的小學。住宅樓宇建築將不設基座平台，以減少對視覺及空氣流通方面的不良影響，建築物高度上限為主水平基準110米，與鄰近的麗港城高度相若，建築物將會以階梯式向海濱遞減，減少對後排建築物的各種影響，並會預留兩條寬20米的通風廊。而考慮到東九龍已經有不少公共租住及資助房屋發展，規劃署建議將上述用地全數撥作興建私人房屋，以改善東九龍地區的房屋組合的比例。
此外，為了保留該處現時存在的自然地貌及海濱景觀，規劃署經過檢討後，建議將未來發展集中於現有的礦場平台上，其餘地方包括茶果嶺村及位於茶果嶺村後的山坡則保持現有狀況。規劃署亦建議，將位於茶果嶺村與礦場平台之間的綠色山丘和自然山坡劃作綠化地帶，設置綠色自然徑，以增加該地區的戶外景點，亦可以加強研究地點和海濱及晒草灣之間的連接及可達性。對於建議，土木工程拓展署將會進行工程可行性研究，然後根據結果平整地盤及興建基礎設施，預計地盤於2018年至2019年年度開始提供發展用地。

## 發展權批出
首幅住宅用地于2016年11月由會德豐地產以逾63億元投得，樓面呎價7,729元，較市場估值上限高出約7.3%，為該集團事隔兩年半再奪官地。發展商指，出價未受加辣影響，項目將提供約1,000個單位，總投資額達100億元。會德豐於2020年5月公佈項目分為四期發展，第1期稱為 KOKO HILLS，設3幢高座住宅大樓，共提供413伙。

## 交通
前茶果嶺高嶺土礦場的主要車輛出入口位於茜發道，通過新建的高嶺道與礦場內的4座平台連接。

## 鄰近
- 茶果嶺村
- 麗港城
- 港鐵藍田站